# Часы Судного дня

89 секунд до полуночи на Часах Судного дня

«Часы Судного дня» (англ. Doomsday Clock) — проект журнала Чикагского университета «Бюллетень учёных-атомщиков», начатый в 1947 году создателями первой американской атомной бомбы. 
Периодически на обложке журнала публикуется изображение часов, с часовой и минутной стрелками, показывающими без нескольких минут полночь. Время, оставшееся до полуночи, символизирует напряжённость международной обстановки и прогресс в развитии ядерного вооружения. Сама полночь символизирует момент ядерного катаклизма.
Решение о переводе стрелок принимает совет директоров журнала при помощи приглашённых экспертов, среди которых, в частности, 18 лауреатов Нобелевской премии.
28 января 2025 года стрелки перевели, осталось всего 89 секунд — это самое малое расстояние за историю часов судного дня.

## Колебания минутной стрелки Часов

История колебания минутной стрелки

За 78-летнюю историю проекта стрелки Часов меняли своё положение 27 раз, включая начальную установку на семь минут в 1947 году. Во время Карибского кризиса (1962 год) мир был в двух шагах от ядерной войны. Тем не менее, так как кризис разрешился очень быстро (в течение 38 дней), Часы не успели отреагировать, и их показания не изменились. С 1960 и по 1963 год часы показывали семь минут (в 1963 году это время было увеличено до двенадцати минут).
| Год  | Минут осталось | Время    | Изменение | Причина |
| ---- | -------------- | -------- | --------- | --- |
| 1947 | 7              | 23:53    | —         | Первая установка Часов Судного дня. |
| 1949 | 3              | 23:57    | −4        | Советский Союз испытал свою первую ядерную бомбу. |
| 1953 | 2              | 23:58    | −1        | СССР и США с разницей в девять месяцев испытали свои термоядерные бомбы. |
| 1960 | 7              | 23:53    | +5        | Осознание мировой общественностью реальных угроз ядерной войны. |
| 1963 | 12             | 23:48    | +5        | Подписание США и СССР договора о запрещении испытаний ядерного оружия. |
| 1968 | 7              | 23:53    | −5        | Усиливается вовлечение США в конфликт во Вьетнаме. Франция и Китай создают и испытывают своё ядерное оружие (1960 и 1964 года соответственно), начало войн на Ближнем востоке, в Индии. |
| 1969 | 10             | 23:50    | +3        | Сенат США ратифицирует договор о нераспространении ядерного оружия. |
| 1972 | 12             | 23:48    | +2        | США и СССР подписывают договор ОСВ-1 и ограничения ПРО. |
| 1974 | 9              | 23:51    | −3        | Индия испытывает свою первую ядерную бомбу («Улыбающийся Будда»), похолодание отношений между двумя сверхдержавами, обсуждение договора ОСВ-2 приостановлено. |
| 1980 | 7              | 23:53    | −2        | Нестабильная международная обстановка, подогреваемая националистическими войнами и террористическими актами. |
| 1981 | 4              | 23:56    | −3        | Эскалация гонки вооружений, войны в Афганистане, Южной Африке. |
| 1984 | 3              | 23:57    | −1        | Дальнейшая эскалация гонки вооружений, политика Рональда Рейгана, направленная на обострение конфронтации (проект СОИ). |
| 1988 | 6              | 23:54    | +3        | Разрядка международной напряженности — 8 декабря 1987 г. США и СССР подписали Договор о ликвидации ракет средней и меньшей дальности. |
| 1990 | 10             | 23:50    | +4        | Падение Берлинской стены, «бархатные революции» в Восточной Европе, Холодная война близится к концу. |
| 1991 | 17             | 23:43    | +7        | Между СССР и США был подписан договор о сокращении стратегического вооружения. Конец Холодной войны. На данный момент это самое далёкое от полуночи положение стрелок Часов Судного дня за всю их историю. Через месяц после перевода стрелки произошёл распад СССР. |
| 1995 | 14             | 23:46    | −3        | «Утечка мозгов» и ядерных технологий из стран бывшего СССР. |
| 1998 | 9              | 23:51    | −5        | Демонстративные испытания ядерного оружия Индией и Пакистаном. |
| 2002 | 7              | 23:53    | −2        | На фоне террористических актов США отказываются от подписанного ранее договора об ограничении ПРО и планируют развернуть национальную противоракетную оборону. |
| 2007 | 5              | 23:55    | −2        | США и Россия остаются в состоянии постоянной готовности к ядерной атаке. Продолжается развитие ядерных программ КНДР и Ирана. Глобальное изменение климата представляет зримую угрозу для человечества. |
| 2010 | 6              | 23:54    | +1        | Решение США отказаться от планов развёртывания системы ПРО в Восточной Европе, переговоры с Москвой по подписанию новой версии договора СНВ. Обещания снизить выбросы парниковых газов. На данный момент это последнее движение назад стрелок Часов Судного дня. |
| 2012 | 5              | 23:55    | −1        | Недостаточный прогресс в сокращении и нераспространении ядерного оружия и продолжение бездействия в области вопросов по изменению климата. |
| 2015 | 3              | 23:57    | −2        | Отсутствие прогресса в сокращении ядерных арсеналов и угрозы, связанные с катастрофическим изменением климата. США и Россия запускают программы модернизации вооружений ядерной триады, способствующие новой гонке вооружений. Неспособность лидеров мировых держав выполнять свою основную задачу — обеспечить здоровье и процветание человеческой цивилизации, а также позволивших «экономическому спору между Украиной и Россией превратиться в конфронтацию между Востоком и Западом, что мешает сотрудничеству по всему миру в области ядерной безопасности, контроля над оружием и его нераспространения». |
| 2017 | 2:30           | 23:57:30 | −0:30     | Заявления президента США Дональда Трампа о ядерном оружии и отрицание климатических изменений, а также рост националистических настроений в мире. |
| 2018 | 2              | 23:58    | −0:30     | Поводом для перевода стрелки часов вперёд стал рост напряженности в мире, особенно учёные подчеркнули опасность продолжающихся ядерных испытаний Северной Кореей. Среди прочего к концу света человечество неуклонно приближает проблема климатических изменений, отмечают учёные. |
| 2020 | 1:40           | 23:58:20 | −0:20     | Неспособность мировых лидеров противостоять всё более вероятным угрозам ядерной войны, таким как прекращение действия Договора о ликвидации ракет средней и меньшей дальности (ДРСМД) между США и Россией, усиление напряжённости в отношениях между США и Ираном и отсутствие прогресса по вопросу разоружения КНДР. Продолжающаяся неспособность бороться с изменением климата. Стрелки Часов Судного дня перевели вперёд. До полуночи осталось 100 секунд. |
| 2023 | 1:30           | 23:58:30 | −0:10     | Вторжение России на Украину и возросший риск ядерной эскалации. Это затронуло атомные реакторы в Чернобыльской и Запорожской АЭС, создавая риск широкомасштабного выброса радиоактивных материалов. 4 октября 2022 года Северная Корея провела испытание баллистической ракеты средней дальности. Срок действия последнего оставшегося договора о ядерном оружии между Россией и США истекает в феврале 2026 года, если стороны не продлят соглашение или не заключат новый договор. На новое время часов также повлияли сохраняющиеся угрозы, связанные с климатическим кризисом и разрушением глобальных норм и институтов, необходимых для снижения рисков, связанных с развитием технологий и биологических угроз, таких как COVID-19. До полуночи осталось 90 секунд. |
| 2025 | 1:29           | 23:58:31 | −0:01     | Война на Украине может стать ядерной в любой момент. Конфликт на Ближнем Востоке грозит выйти из-под контроля и превратиться в более масштабную войну. Искусственный интеллект в системах прицеливания боевой техники уже использовали на Украине и Ближнем Востоке. Это обострило проблему, в какой мере машинам дозволено принимать военные решения, включая применение ядерного оружия. Процесс контроля над распространением ядерного оружия рушится. Глобальные выбросы парниковых газов продолжали расти. До полуночи осталось 89 секунд. На данный момент это самое близкое к полуночи положение стрелок Часов Судного дня за всю их историю. |